# Adaptiv radiering
Inom evolutionsbiologin definieras en adaptiv radiering som evolutionen av ekologisk och fenotypisk diversitet (mångfald) i en snabbt växande utvecklingslinje. En adaptiv radiering innefattar uppkomsten av nya arter från en gemensam anfader, samt evolutionen av ekologiska skillnader mellan arterna. Dessa skillnader kan tillskrivas fenotypisk anpassning till olika miljöer; arterna lever i olika habitat och skiljer sig åt genom sina egenskaper som används i respektive levnadsmiljö.
Alla evolutionära radieringar leder till artrikedom och fenotypisk diversitet, men i en radiering som är adaptiv finns det en omfattande fenotypisk differentiering mellan arter som gjort att de är anpassade till att använda olika ekologiska resurser. Dessutom ska anpassningarna leda till en ökad förmåga att använda miljön och dess resurser. Det skulle exempelvis kunna vara en fysiologisk egenskap som gör det lättare att komma åt en viss typ av föda. 
Adaptiv är adjektivformen av adaption, som är ett annat ord för anpassning. Radiering (på engelska radiation) syftar till att det från en punkt på livets träd (en grafisk presentation av släktskapet mellan alla arter) strålar, radierar, ut nya utvecklingslinjer. Detta sker alltså när nya arter uppkommer från en gemensam anfader.

## Icke-adaptiv radiering
Eftersom en del radieringar beskrivs som adaptiva, finns det också fall som anses utgöra icke-adaptiva radieringar. Till exempel finns det klader med stor artrikedom som uppvisar låg ekologisk och fenotypisk diversitet bland arterna. Differentiering av fenotyper kan också vara orelaterad till miljöfaktorer och resursanvändning. Exempel på icke-adaptiv radiering är fall då endast sekundära könskaraktärer står för skillnader i fenotyp och det motsatta könets preferenser för dessa karaktärer också är icke-adaptiva (inte beroende av miljöfaktorer).

## Teorins grunder
Under den första halvan av 1900-talet utvecklades den ekologiska teorin om adaptiv radiering och den formulerades särskilt tydligt av Simpson (1953), men tidigare även av Lack (1947) och Dobzhansky (1951). Den första att beskriva adaptiv radiering kan dock ha varit Darwin ett sekel tidigare när han begrundade variationen bland de numera s.k. Darwinfinkarna.

### Orsaker
Enligt teorin är huvudorsaken att miljöfaktorer, resurser och konkurrens om resurser leder till divergent naturlig selektion (naturligt urval) som i sin tur leder till både fenotypisk divergens och artbildning, d.v.s. adaptiv radiering. Divergens innebär att besläktade arter inte längre liknar varandra, eftersom de genom evolutionen blivit anpassade till olika förhållanden. Konkurrens anses vara den viktigaste orsaken till divergent selektion, jämfört med predation eller mutualism som alternativa orsaker eftersom det inte finns övertygande exempel på detta. Kort sagt anses den största drivkraften bakom adaptiva radieringar vara mellanartskonkurrens om resurser vilket leder till divergent selektion.

### Huvudsakliga processer
I The Ecology of Adaptive Radiation av Dolph Schluter (2000) sammanfattas den ekologiska teorin om adaptiv radiering i tre huvudsakliga processer:

1. Differentiering av fenotyper mellan populationer och arter, som ett direkt resultat av skillnader i levnadsmiljö och användning av resurser – Vissa kombinationer av egenskaper (fenotyp) ger fördelar i nyttjandet av en viss miljö vilket innebär att det i varje miljö finns ett särskilt selektionstryck på arten. De individer vars fenotyp ger högst fitness i miljön kommer gynnas i det naturliga urvalet så att dessa fördelaktiga egenskaper förs vidare i högre utsträckning, vilket leder till differentiering av fenotyper mellan arter vars egenskaper påverkats av olika selektionstryck. Uppkomsten av dessa skillnader beror således på divergent selektion.
2. Fenotypisk divergens orsakad av konkurrens om resurser – Selektionstryck som gynnar olika fenotyper uppkommer också då konkurrens leder till att interagerande populationer och arter driver varandra till att använda nya sorters resurser och miljöer. En annan sida av konkurrenssituationen är "ekologisk möjlighet" (eng: ecological opportunity), som kan beskrivas som att det finns tomma och tillgängliga nischer i ekosystemet d.v.s. tillgång till andra typer av resurser som är helt eller delvis outnyttjade av arter i andra taxa. Uppkomsten av en nyckelegenskap hos en art kan öppna upp möjligheter till användning av nya nischer.
3. Ekologisk artbildning –  Samma orsaker som ligger bakom differentieringen av fenotyper, främst divergent naturlig selektion med grund i miljöfaktorer och konkurrens om resurser, leder även till artbildning - vilket är detsamma som reproduktiv isolering.

Det är dock möjligt att en adaptiv radiering kan ske utan att det tidigare finns några ekologiska möjligheter, till exempel om resurser som används av andra taxa övertas av medlemmarna i den radierande kladen eller genom att de själva skapar möjligheten. Fossila fynd ger stöd till att några grupper har radierat på bekostnad av en annan grupp som tidigare använt samma resurser. Det finns däremot endast lite bevis för att möjligheter skapade av organismerna själva skulle vara en viktig faktor i uppkomsten av diversitet. Evolution av nyckelegenskaper behöver inte leda till adaptiv radiering, men kan vara en stor bidragande orsak om egenskapen innebär att tidigare otillgängliga resurser kan användas. Andra faktorer än resurstillgång kan också utgöra möjligheter, till exempel områden fria från predatorer och/eller parasiter.
Sammanfattningsvis kan anfadern i en adaptiv radiering ha ekologiska möjligheter främst av följande anledningar; genom att befinna sig i en miljö med en fattig biota (efter kolonisering av ett isolerat område som en ö eller en sjö, eller fortsatt existens i en miljö efter ett massutdöende), genom evolution av nya sorters resurser, eller genom evolution av en nyckelegenskap hos arten. Dessa möjligheter kan antingen vara fasta egenskaper i miljön eller vara mer dynamiska och uppstå genom interaktioner med andra organismer.

### Kriterier för identifikation av en adaptiv radiering
Schluter (2000) har också sammanställt kriterier, i form av fyra karaktärer hos adaptiva radieringar, som ska uppfyllas för att en viss radiering ska identifieras som just en adaptiv radiering. 
1. Gemensamt ursprung – Arterna i en adaptiv radiering ska ha en gemensam anfader. Alla ättlingar till denna behöver däremot inte ingå i radieringen, så det finns inget krav på att arterna ska utgöra en monofyletisk grupp.
2. Samband mellan fenotyp och miljö – För att en radiering ska räknas som adaptiv ska det finnas en signifikant korrelation mellan arternas olika miljöer och deras fenotyper, d.v.s. de egenskaper som används i respektive miljö. Skillnader i fenotyp ska inte enbart bero på fenotypisk plasticitet, utan det måste finnas en genetisk grund - eftersom det är divergent selektion som har lett till anpassningarna som gjort en art mer lämpad för en miljö än en annan.
3. Användbarhet av egenskap (eng: Trait utility) – Det ska finnas bevis på att egenskaperna är användbara i den motsvarande miljön och ger fördelar i form av ökad fitness när de används.
4. Snabb artbildning  – Vid en punkt i processen då ekologisk och fenotypisk differentiering har påbörjats bör en eller flera perioder med snabb uppkomst av nya arter inträffa. Vad som ska definieras som en "snabb" artbildning är inte klarlagt och det finns andra definitioner av adaptiv radiering där artbildning inte ingår.[1]

## Exempel

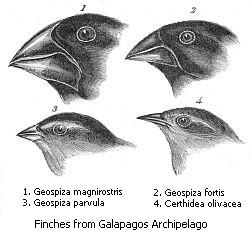
Fyra arter av Darwinfinkar:
1. Tjocknäbbad markfink (Geospiza magnirostris)
2. Darwinfink (Geospiza fortis)
3. Mindre trädfink (Camarhynchus parvulus)
4. Drillfink (Certhidea olivacea)

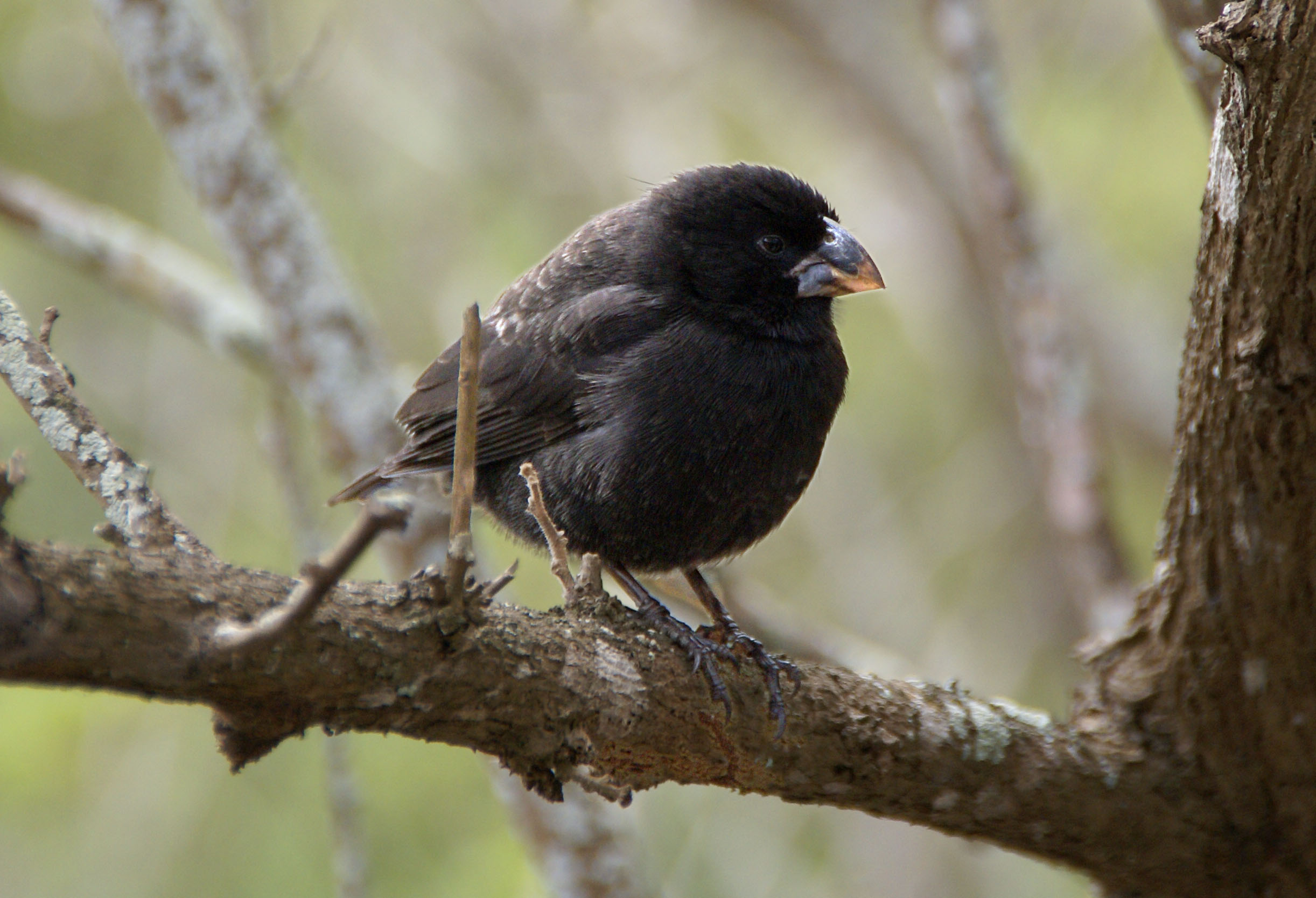
Darwinfink (Geospiza fortis).

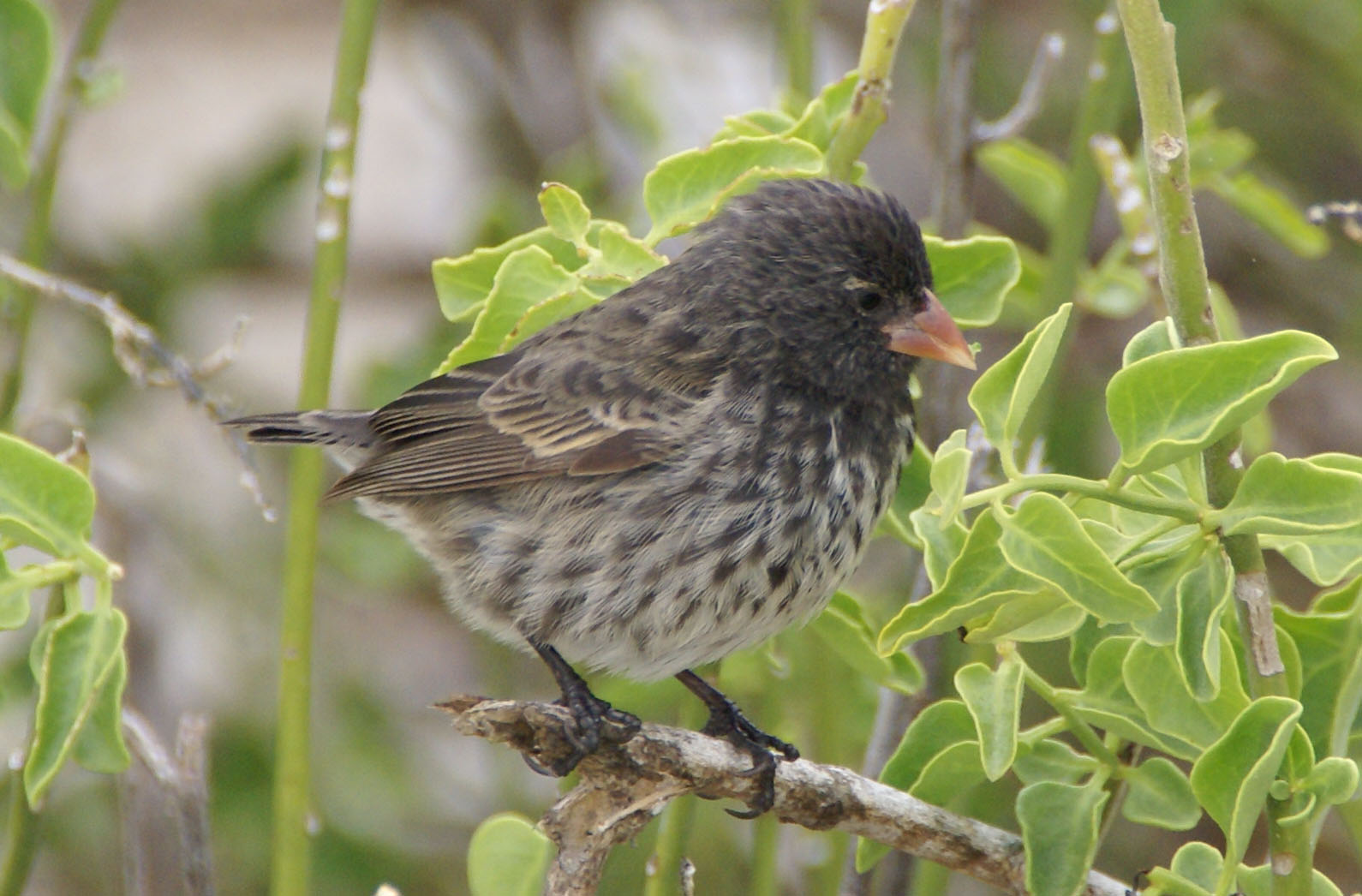
Mindre Darwinfink (Geospiza fuliginosa).

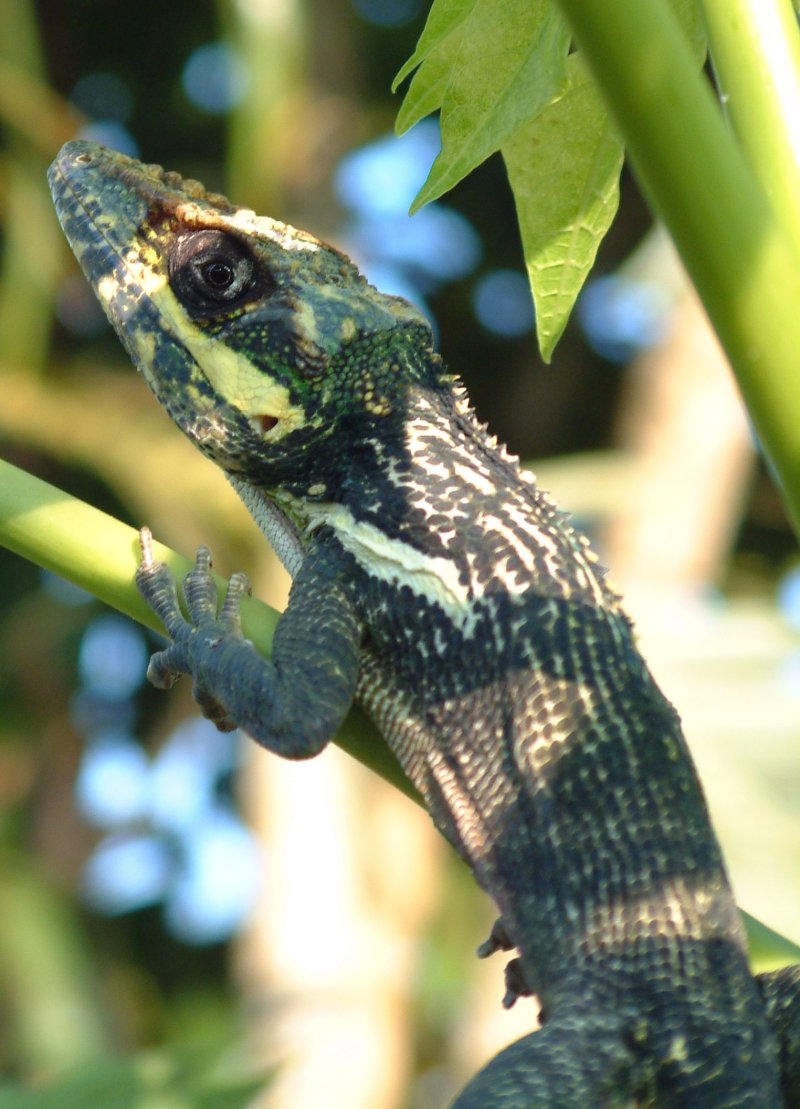
Riddaranolis (Anolis equestris) som tillhör ekomorfen "crown-giant".

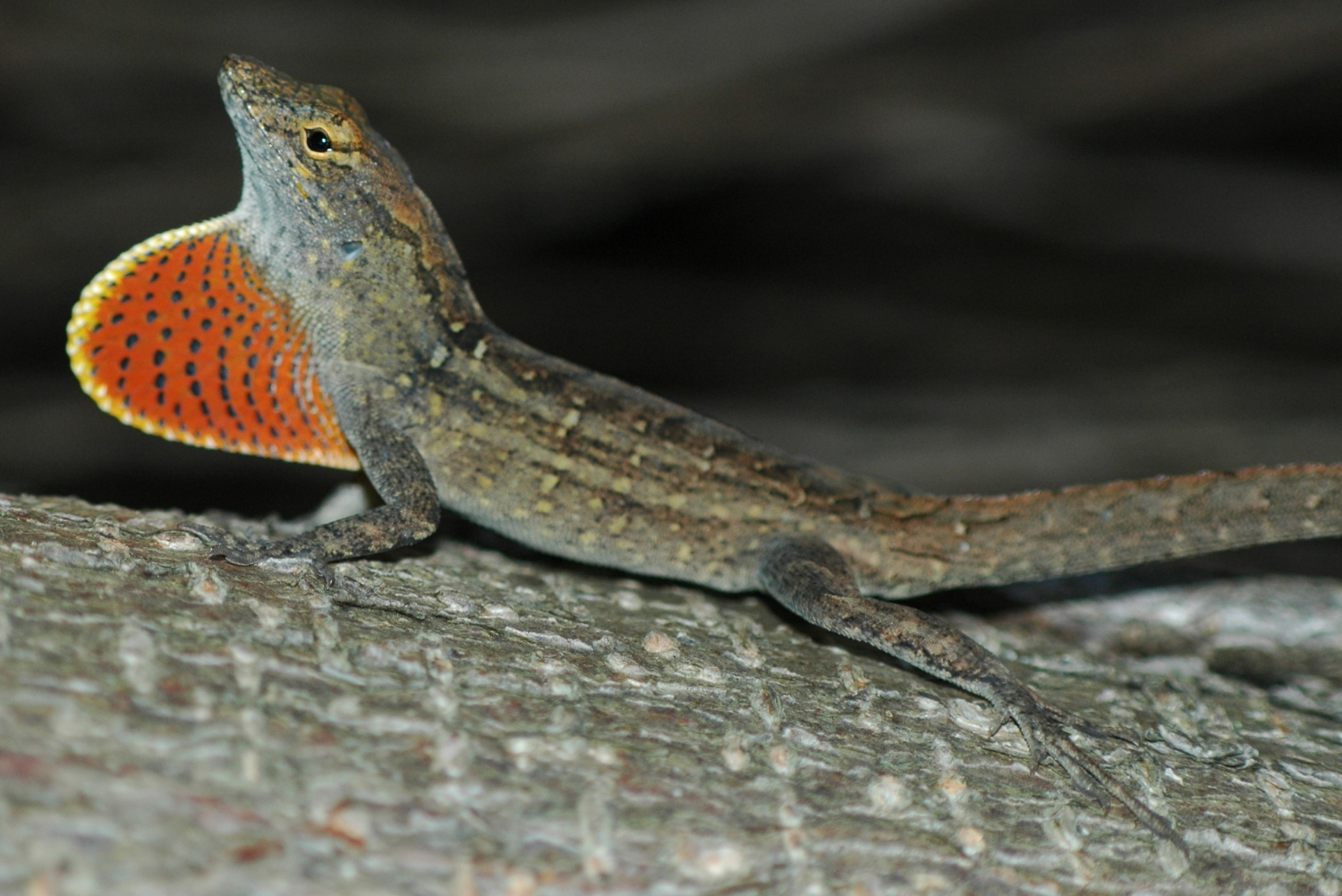
Hane av arten brun anolis (Anolis sagrei) som tillhör ekomorfen "trunk-ground".

De mest kända exemplen är till stor del fall av adaptiva radieringar på öar (till exempel Darwinfinkar och anolisödlor) och i sjöar (till exempel afrikanska ciklider).

### Darwinfinkar
Det finns 15 arter Darwinfinkar som också kallas Galápagosfinkar eftersom de finns på just Galápagosöarna, förutom en av arterna som hittas på ön Isla del Coco utanför Costa Rica. Galápagosöarna koloniserades för ca 3 miljoner år sedan och Darwinfinkarnas förfader åt förmodligen frön, men deras senaste gemensamma anfader livnärde sig troligen på insekter.
Diversiteten i fenotyp bland Darwinfinkarna utgörs främst av att arternas näbbar är olika stora och har olika former. Näbbstorlek och form hos respektive art har ett starkt samband med hur hårda och stora frön som konsumeras. En större näbb gör att det går fortare att krossa och äta ett frö av en viss storlek och hårdhet, och denna ”hanteringstid” påverkar relativ överlevnad bland individer med olika sorters näbbar när tillgången på olika sorters frön varierar.
Radieringen av Darwinfinkar kan därmed förklaras genom att koloniseringen av öarna innebar en stor ekologisk möjlighet, som tillgång till olika sorters föda och konkurrens om dessa födoresurser ledde till divergent naturlig selektion som med tiden resulterade i morfologiska anpassningar till olika sorters föda hos olika arter.

### Anolisödlor
Stora Antillerna är en ögrupp i Västindien där det finns ca 110 arter ödlor av släktet Anolis. På varje ö kan arterna av Anolis delas in i ekologiska grupper, s.k. ekomorfer, utefter mikrohabitat (vilken typ av upprätt vegetation som de tillbringar merparten av sin tid uppe på) och arternas morfologi. På de olika öarna finns det olika arter som ingår i samma ekomorf och har ekologiska, morfologiska och beteendemässiga likheter, fast de har utvecklats oberoende av varandra. En ekomorf är alltså en morfologi som är associerad till ett särskilt ekologiskt habitat.
Arternas morfologiska olikheter har ett starkt samband till skillnader i rörelseförmåga som blivit anpassade utefter de olika mikrohabitaten. Kroppsstorlek och relativ benlängd är de morfologiska egenskaper som skiljer arter i olika ekomorfer åt. Genom experiment har forskare kommit fram till att större arter och arter med långa ben springer fortare på en bred yta än på en smal, och dessutom snubblar de eller ramlar oftare på smalare ytor (än arter med kortare ben). Exempelvis har arter i ekomorfen ”trunk-ground" ("stam-mark”) ett mikrohabitat med breda ytor, som trädstammar, och följaktligen har arterna relativt långa ben.
Det finns två alternativ på hur den adaptiva radieringen av Anolisödlor har skett. Det första är att det började med en radiering på en av öarna vilket gav upphov till arter av olika ekomorfer, vilka sedan spred sig vidare till de andra öarna där radieringen fortsatte inom varje ekomorf och ledde till andra arter i dessa. Det andra alternativet är att det först skedde en spridning av förfäderna till dagens Anolis-arter mellan alla öarna och det sedan påbörjades en enskild radiering på varje ö. Fylogenetiska studier ger starkt stöd för det andra alternativet; d.v.s varje ekomorf har utvecklats oberoende av sin motsvarighet på de andra öarna. Det betyder att sambandet mellan miljö och fenotyp är väldigt starkt och t.o.m. att det finns ett mönster för hur den adaptiva radieringen av Anolisar sker och vilket resultat i fenotypskillnader mellan arterna som den ger.
På till exempel Jamaica finns det fyra morfer; twig, trunk-ground, crown-giant och trunk-crown (uppkallade efter respektive mikrohabitat). Dessa fyra morfer återfinns på Puerto Rico, men representeras av andra arter, och där finns också ekomorfen grass-bush. Typiskt så finns det en art av varje morf på varje ö, men på Puerto Rico finns det tre olika arter inom två av morferna. Olika arter i samma morf har ungefär samma kroppsform, främst i avseende på relativ längd mellan fram- och bakben.
Resultaten från en fylogenetisk analys av de separata adaptiva radieringarna av anolisarter på Jamaica respektive Puerto Rico, tyder på att förgreningarna ej skett identiskt på öarna men att bägge samhällen vid varje stadium under radieringen bestått av en liknande uppsättning ekomorfer. D.v.s. samma morf hade utvecklats från en anfader med en sorts egenskaper på Jamaica och från en anfader med andra egenskaper på Puerto Rico.

### Ciklider
Ciklider är en familj benfiskar och radieringen av afrikanska ciklider har inneburit mellan 1000 och 2000 artbildningar under bara de senaste fem miljoner åren. Det har lett till att det finns endemiska arter av ciklider i mer än 30 afrikanska sjöar. 
Cikliderna uppvisar en spektakulär mångfald av arter med diversitet i kroppsform samt utseende. Att denna grupp verkar ha en väldigt stor benägenhet att radiera jämfört med andra fiskar förklaras av att cikliderna har utvecklat en evolutionär nyckelegenskap, som bestod i en förändring i käkarnas struktur.
Kolonisering av sjöar har inneburit en stor ekologisk möjlighet vilket har lett till radieringar med en hög artbildningshastighet precis efter en kolonisering. Ett antagande är därför att variation i artbildningshastigeten beror på just ekologiska möjligheter, men det kan också finnas andra förklaringar. till exempel har man sett att utvecklingslinjer som härstammar från en äldre radiering har större benägenhet att genomgå en ny adaptiv radiering, vilket skulle kunna bero på genetiska egenskaper.

## Generella mönster

### Högst diversifiering i början av en radiering
Rent teoretiskt kan diversifieringen under en adaptiv radiering antas ske enligt ett generellt mönster. Hastigheten för artbildning är som störst, och överstiger takten med vilken arter dör ut, i början av en adaptiv radiering vilket beror på att den diversifierande selektionen då är stark och det finns många tomma nischer och oanvända resurser. När radieringen fortsätter och till exempel nischer fylls upp så minskar diversifieringen då artbildningen går långsammare och eventuellt också för att utdöendehastigheten börjar öka.

### Från generalist till specialist?
En generalist använder många olika resurser medan en specialist använder färre och kan vara specialiserad på en viss typ av resurs eller miljö (en smalare nisch). Att anfadern i en adaptiv radiering typiskt skulle vara en generalist, och dess avkomlingar specialister, är och har varit en väl utbredd idé hos forskare. Det beror bl.a. på att det är mer troligt att en art kan uppfylla sina krav på resurser i en ny miljö om den är just generalist och att nischbredd har ett negativt samband med artdiversitet (ju fler arter desto smalare nischer d.v.s. större specialisering).
Studier av fylogenier och rekonstruktioner av förfäders egenskaper tyder på att en trend mot ökad specialisering finns i en del fall, men det är inte generellt för adaptiva radieringar överlag. Däremot är fortsatt utbredning till nya miljöer ett generellt mönster i alla adaptiva radieringar, men det behöver inte innefatta någon ökad specialisering. Anfadern i en adaptiv radiering är minst lika ofta specialist som generalist.

### Repetition i adaptiva radieringar
Parallell evolution är vanligt i adaptiva radieringar och man har observerat en hel del repetition i radieringar hos olika utvecklingslinjer som radierat i liknande miljöer. Förloppet av uppkomsten av nya fenotyper på en ö eller i en sjö kan likna radieringar i andra grupper, särskilt om anfäderna i radieringarna är nära släkt med varandra. Ett exempel på detta är den adaptiva radieringen av anolisödlor som skett på olika öar oberoende av varandra, och resulterat i att det på de olika öarna finns olika arter som liknar varandra och kan delas in i samma ekomorf. 
Delar av förloppet i radieringar av fiskarter i postglaciala sjöar upprepas också. Hos en stor mångfald olika taxa av fiskar har radieringen inneburit uppkomsten av s.k. sympatriska artpar (genom sympatrisk artbildning). Storlek och form skiljer sig åt mellan arterna i paret och sjöns resurser delas upp därefter. En art är limnisk, vilket betyder att den livnär sig på plankton i öppet vatten, och den andra arten är bentisk och konsumerar ryggradslösa djur och andra större byten som finns i sjöns vegetation och sediment. Den limniska arten är mindre, har smalare mun och längre och fler gälräfständer, än den andra arten i paret. Uppkomsten av artpar som består av en limnisk och en bentisk art är alltså ett återkommande mönster för radieringar av fiskarter i sjöar som bildats när glaciärer dragit sig tillbaka.

## Vidareutveckling av teorin
Enligt Kassen (2009) så är det främst tre områden i teorin som behöver vidareutvecklas; bristen på direkta test av mekanismer bakom processen, diversifieringens genetik samt begränsningar i utvecklingen av radieringar. Genetiska begränsningar kan innebära att en del utvecklingsvägar i en radiering inte är möjliga. Genom att integrera genetik i den ekologiska teorin och kartlägga genomen hos de arter som ingår i en radiering, skulle man till exempel kunna undersöka till vilken grad olika genetiska begränsningar påverkar utvecklingen under en adaptiv radiering.
Det behövs en bättre förståelse för ekologisk möjlighet som är svår att känna igen och det är också svårt att på förhand uppskatta om den finns, hur stor den är och till exempel vad i miljön som den består av. Det är dessutom i stort sett otestat och därmed osäkert om och hur predation samt andra interaktioner kan påverka dessa möjligheter. I de radieringar där det förekommer sexuell selektion så bör också detta integreras i teorin, eftersom det är möjligt att det påverkar artbildningen i adaptiva radieringar väldigt mycket.
En annan frågeställning är den relativa betydelsen av nya mutationer respektive redan existerande genetisk variation för uppkomsten av anpassningar i adaptiva radieringar. Hur adaptiva radieringar kan påverka ekosystem och samhällsstrukturer är inte heller välstuderat, då fokus för nästan all forskning inom området har varit på betydelsen av olika ekologiska faktorer för adaptiva radieringar.

### Bidrag från studier av evolution hos mikroorganismer
Genom experimentella studier av diversifiering hos mikroorganismer under förenklade ekologiska förhållanden har forskare på senare tid kunnat testa många av teorins huvudsakliga hypoteser. Eftersom man använt sig av bakterier som är asexuella haploider så har dock inte den tredje huvudsakliga processen i teorin d.v.s artbildning kunnat studeras.  Kassen (2009) sammanfattar vad dessa studier har bidragit med; till exempel finns det många exempel på att divergent selektion samt anpassning till olika resurser leder till evolution av nischspecialister. 
Dessutom nämns resultat som bekräftar en del hypoteser som är viktiga i teorin, till exempel att en nödvändig förutsättning är att det finns en ekologisk möjlighet och att konkurrens om resurser är en viktig drivkraft för adaptiva radieringar. Resultaten tyder också på att det är förändringar i genreglering och genuttryck som leder till de allra första anpassningarna till nya miljöer under en adaptiv radiering, snarare än mutationer i gener som påverkar enzymers egenskaper som funktion och struktur.